# Амала Пол
Амала Пол (англ. Amala Paul, малаял. അമല പോൾ; род. 26 октября 1991 года, Эрнакулам, Керала, Индия) — индийская актриса, снимающаяся в фильмах на малаялам, телугу и тамильском языке. Дебютировала с эпизодической ролью в фильме Neelathamara 2009 года. Лауреат различных региональных кинопремий за лучшую женскую роль, в том числе SIIMA Awards и Vijay Awards.

## Карьера
Увидев фотографии из её портфолио, режиссёр Лал Жозе пригласил Амалу на эпизодическую роль в малаяламоязычный Neelathamara, ремейк одноимённого фильма 1979 года.
Затем в 2010 году она снялась в нескольких малобюджетных тамильских фильмах. Первым проектом, в котором она начала работать была комедия Vikadakavi, но производство застопорилось после того как 80 % материала было отснято.
Поэтому сначала на экраны вышел фильм Veerasekaran, подвергшийся резкой критике.
За ним последовал спорный Sindhu Samaveli, где она сыграла роль невестки, имеющей тайные отношения со своим свёкром. Фильм получил смешанные отзывы и вызвал протесты в штате Тамилнад.
Однако игра Амалы получила положительную оценку.
А следом состоялась премьера романтической драмы «Майна» режиссёра Прабху Соломона, ставшей её первым успехом. Актриса заработала похвалу критиков
и номинацию на Filmfare Awards South за лучшую женскую роль.
В начале 2011 года она появилась в роли второго плана в фильме Ithu Nammude Katha на малаялам, а весною в ограниченный прокат наконец вышел Vikadakavi. Следующим её релизом стала «Дитя луны» режиссёра А. Л. Виджая, основанная на американском фильме «Я — Сэм».
Главные роли в фильме исполнили Викрам и Анушка Шетти. Амала сыграла школьного корреспондента, завоевав признание критиков, написавших, что её «выразительные глаза помогли ей оставить след в небольшой, но важной роли»
и, что она «хорошо себя показала».
«Дитя луны» принёс актрисе номинацию Filmfare за лучшую женскую роль второго плана.
В конце года актриса дебютировала в кинематографе телугу с фильмом Bejawada Рама Гопала Вармы, в качестве героя в котором выступил Нага Чайтанья. Фильм получил негативные отзывы и провалился в прокате.
2012 год начался с боевика «Ради брата» Н. Лингусами с Арьей и Мадхаваном в главных ролях. Фильм получил признание у критиков и в кассе. Отзывы об игре Амалы были противоречивы, в то время как Венкатесваран Нараянан из The Times of India заявил, что она проделала хорошую работу,
Павитра Сринивасан из Rediff.com написала, что она «ходит с напыщенным видом, надувает губы и полностью переигрывает».
Месяц спустя, после Дня всех влюблённых, в прокат вышло сразу несколько её фильмов. Один из них — романтический триллер Muppozhudhum Un Karpanaigal с Атарвой в роли парня живущего в мире грёз, где Амала сыграла его воображаемую подругу и её реальный прототип. В рецензии The Times of India было сказано, что она, «наконец, получила роль с неким содержанием после пары легко забывающихся фильмов»,
а критик из NDTV добавил, что она отдает должное своему персонажу и хорошо показывает эмоции.
Другим релизом того дня стала двуязычная романтическая комедия с Сиддхартом, вышедшая под названиями Love Failure на телугу и Kadhalil Sodhappuvadhu Yeppadi на тамильском языке. В отзывах было отмечено, что Амала и Сиддхарт составили идеальную пару. Тамильская версия фильма принесла актрисе номинации на Filmfare
и SIIMA Awards.
Затем, в июне, на Шанхайском кинофестивале состоялась премьера её первого артхаусного фильма Akasathinte Niram, в котором Амала сыграла глухонемую девушку.
Картина вошла в список претендентов на номинацию за лучший иностранный фильм кинопремии «Оскар» от Индии.
Последней работой Амалы в 2012 году стал комедийный триллер «Беги, детка, беги» с Моханлалом, один из самых кассовых фильмов года на малаялам. Отзывы об игре актрисы были в целом положительные, но Пареш Палича из Rediff.com отметил, что хотя «Амала Пол хороша в поддразнивании с Моханлалом, но она не имеет почти ничего, что приходится делать самой». Фильм принёс ей премию SIIMA за лучшую женскую роль.
Первыми фильмами 2013 года стали две киноленты на телугу, «Герой Калькутты» и «С двумя девушками», в которых она сотрудничала с ведущими режиссёрами, В.В. Винайяком и Пури Джаганнатхом, и актёрами отрасли, Рам Чараном Теджа и Аллу Арджуном. «Герой Калькутты» стал одним из наиболее успешных фильмов года в Толливуде, однако роль Амалы была небольшой. «С двумя девушками» также неплохо показал себя в индийской, а также заграничной кассах, несмотря на полученные смешанные отзывы критиков. Сангита Деви из The Hindu написала, что «Амала Пол сумела справиться с персонажем, который балансирует на тонкой границе между наивным и абсолютно глупым. Но мы хотим видеть от неё больше»,
в то время как А. С. Сашидхар из The Times of India заключил, что она играет «настолько эффективно, что остается только гадать, кто ещё мог бы исполнить роль лучше, чем она».
Затем актриса во второй раз снялась у А. Л. Виджая, с которым на тот момент уже была помолвлена. В фильме «Предводитель» она сыграла женщину-полицейского, разрывающуюся между чувством долга и симпатией к преступнику, роль которого исполнил звезда тамильского кино Виджай. «Предводитель» получил противоречивые отзывы, но Амала заслужила похвалу.
А в декабре она появилась на экране в малаяламоязычной комедии Oru Indian Pranayakadha Сатьяна Антикката. Эта роль также была оценена положительно
и принесла ей ряд кинопремий, включая SIIMA Awards.
Амала также приняла участие в двуязычном проекте режиссёра Самутиракани, тамильская версия которого под названием Nimirndhu Nil с Джаямом Рави в главной роли вышла в марте 2014. Janda Pai Kapiraju, версия этого фильма на телугу с Нани, должна была выйти несколькими месяцами позже, однако из-за финансовых проблем была отложена почти на год.
Nimirndhu Nil показал средние сборы в прокате, зато следующий фильм актрисы, Velaiilla Pattadhari с Дханушем собрал 50 крор (500 млн рупий) при бюджете в пять.
В ещё двух фильмах 2014 года, Kathai Thiraikathai Vasanam Iyakkam на тамильском и Iyobinte Pusthakam на малаялам, она появилась в качестве камео.
В начале 2015 года она появилась в главной роль в малаяламоязычном фильме Mili о девушке с низкой самооценкой, которая решает изменить свою жизнь к лучшему. Дипа Соман из The Times of India написала, что актриса придала своей героине нужное количество уязвимости, озорства, сдержанности и беспомощности и охватила все нюансы характера.
Затем на экраны наконец вышел Janda Pai Kapiraju. Фильм получил положительные отзывы, отметившие, что она успешно справилась с ролью.
Ещё одним релизом весны стал шпионский боевик Lailaa O Lailaa на малаялам. Режиссёр Джоши, по видимому, хотел повторить успех своего «Беги, детка, беги», взяв на главные роли тех же актёров, но затея провалилась.
В декабре она появилась с небольшой ролью в тамильском фильме Pasanga 2, заработав положительную оценку в отзывах.
Актриса также была приглашена на роль второго плана в новый фильм с Вишну Манчу.

## Фильмография
| Год  |   | Русское название         | Оригинальное название                                     | Роль                     |
| ---- | - | ------------------------ | --------------------------------------------------------- | ------------------------ |
| 2009 | ф | Голубой лотос            | Neelathamara (малаял.)                                    | Бина                     |
| 2010 | ф |                          | Veerasekaran (там.)                                       | Суганди                  |
| 2010 | ф |                          | Sindhu Samaveli (там.)                                    | Сундари                  |
| 2010 | ф | Майна                    | Mynaa (там.)                                              | Майна                    |
| 2011 | ф |                          | Ithu Nammude Katha (там.)                                 | Айшвария                 |
| 2011 | ф |                          | Vikadakavi (там.)                                         | Кавита                   |
| 2011 | ф | Святая дочь Бога         | Deiva Thirumagal (там.)                                   | Швета Раджендран         |
| 2011 | ф | Беджавада                | Bejawada (тел.)                                           | Гитанджали               |
| 2012 | ф | Ради брата               | Vettai (там.)                                             | Джаянти                  |
| 2012 | ф | Как проиграть в любви    | Kadhalil Sodhappuvadhu Yeppadi (там.) Love Failure (тел.) | Парвати                  |
| 2012 | ф |                          | Muppozhudhum Un Karpanaigal (там.)                        | Чарулата                 |
| 2012 | ф | Цвет неба                | Akasathinte Niram (малаял.)                               | немая девушка            |
| 2012 | ф | Беги, детка, беги        | Run Baby Run (малаял.)                                    | Ренука                   |
| 2013 | ф | Герой Калькутты          | Naayak (тел.)                                             | Нандини                  |
| 2013 | ф | С двумя девушками        | Iddarammayilatho (тел.)                                   | Комали Шанкарабхаранам   |
| 2013 | ф | Предводитель             | Thalaivaa (там.)                                          | инспектор Мира Нараянан  |
| 2013 | ф |                          | Oru Indian Pranayakatha (малаял.)                         | Ирен Гарднер             |
| 2014 | ф | Стоять на своём          | Nimirndhu Nil (там.)                                      | Пумари                   |
| 2014 | ф | Безработный с дипломом   | Velaiyilla Pattathari (там.)                              | Шалини                   |
| 2014 | ф |                          | Kathai Thiraikathai Vasanam Iyakkam (там.)                | Язхини                   |
| 2014 | ф |                          | Iyobinte Pusthakam (малаял.)                              | танцовщица               |
| 2015 | ф | Мили                     | Mili (малаял.)                                            | Мили                     |
| 2015 | ф |                          | Janda Pai Kapiraju (тел.)                                 | Индумати                 |
| 2015 | ф |                          | Lailaa O Lailaa (малаял.)                                 | Анджали / Лайла          |
| 2015 | ф |                          | Pasanga 2 (там.)                                          | Венба                    |
| 2016 | ф |                          | 2 Penkuttikal (малаял.)                                   | Асвати                   |
| 2016 | ф |                          | Amma Kanakku (там.)                                       | Шанти Гопал              |
| 2016 | ф |                          | Shajahanum Pareekuttiyum (малаял.)                        | Джия                     |
| 2017 | ф |                          | Hebbuli (канн.)                                           | Нандини                  |
| 2017 | ф |                          | Achayans (малаял.)                                        | Рита                     |
| 2017 | ф | Безработный с дипломом 2 | Velaiilla Pattadhari 2 (там.)                             | доктор Шалини Рагхуваран |
| 2017 | ф |                          | Thiruttu Payale 2 (там.)                                  | Агалья Селвам            |
| 2018 | ф |                          | Bhaskar Oru Rascal (там.)                                 | Винита                   |
| 2018 | ф |                          | Raatchasan (там.)                                         | Виджи                    |
| 2019 | ф |                          | Adho Andha Paravai Pola (там.)                            | Анита                    |
| 2019 | ф |                          | Aadai (там.)                                              | Камини                   |
| 2019 | ф |                          | Aadujeevitham (малаял.)                                   | Сайну                    |